# Bernard de Moreuil
Bernard de Moreuil, VI del nome (... – dopo il 22 maggio 1350), è stato un militare francese, maresciallo di Francia nel 1326.

## Biografia
Prestò servizio nella campagna delle Fiandre con nove scudieri sotto Guy IV de Châtillon-Saint-Pol, conte di Saint-Pol.

Blasone

Fu inviato in missione in qualità di commissario per la riforma del reame, con il vescovo di San Brieuc, nei baliaggi di Senlis, Chartres e nella prevostura Parigi.
Nominato qualche tempo dopo maresciallo di Francia al posto di Jean des Barres, fu sollevato dalla carica con lettera del 5 luglio 1328, per diventare educatore del delfino di Francia Giovanni, il futuro re Giovanni II.
Non è chiaro se Filippo VI gli restituì o meno la carica dopo qualche anno.
Servì nel 1340 sotto lo stesso Giovanni, duca di Normandia, con 8 cavalieri e 36 scudieri nell'esercito riunito a Bouvines.